# Crimson-Shell
『Crimson-Shell』（クリムゾン・シェル）は「月刊Gファンタジー」（スクウェア・エニックス）において2005年9月号から2006年2月号まで連載された望月淳作の漫画作品で、初連載作品。全6話、単行本は全1巻。

## あらすじ
「あなたの事を信じていたい───。」薔薇の魔女と呼ばれる小さき少女（はな）。その身に絡みし荊(いろ)は真紅の情熱か、漆黒の裏切りか。真相やいずこに。運命（さだめ）を弄ぶ裏切りの刃を振るうのは誰か…!?

## 登場人物
クローディア
本作の主人公。紅薔薇の中の「深紅の弾丸（クリムゾン・シェル）」に所属し、真紅の薔薇（クリムゾン・ローズ）と呼ばれる少女。プルミエの種を埋め込まれているが、突然変異によって黒薔薇にはならなかった。紅薔薇の研究員からは「薔薇の魔女」と呼ばれ恐れられている。プルミエの種の影響からか5年前から外見が変わらず、12、3歳ほどに思われる。
薔薇の制御が出来ず荊（ソーン）のヴィルヘルムによって軟禁状態にあったが、ゼノとの一件で制御できる様になった。このとき腕輪と「必ずおまえを護ってやる」という約束を受け、このことから彼に対して特別な感情を持っている。ヴィルヘルムのことは「ヴィル」と呼ぶ。
シオンの悲鳴を聞いて現場に駆けつけた直後、背後からゼノに斬り付けられる。その後、冷酷な言葉を吐かれ、ゼノの狙い通り薔薇の暴走によってゼノに斬り付けられたシオンらの命を喰らい生き延びたと思われていた。
ゼノへの信頼を再確認した後、ロビンと事件現場へと向かうが「隠された研究室(シークレットラボ)」を発見する。地下でゼノと遭遇すると同時にビクティム化を確認し、ゼノを救うすべが無い事を思い知らされ殺そうとするもどうしても出来なかった。その直後、生きていたシオンに遭遇し自由を奪われ、真実を明かされる。「死神の鎌（デス・サイズ）」を何箇所にも撃ち込まれ、体が麻痺するも対抗する。シオンが「真紅の薔薇が失敗作だ」と自分に言い聞かせていると気づき動揺を誘い、隠し持っていた銃を撃ち込み、逆転。その後、シオンの薔薇の暴走によって崩れる部屋からヴィルヘルムに助けられるが、ゼノが部屋に残った事に気付き動揺するも力尽き気絶し、事件後3日間目を覚ましていない。
ゼノ
「深紅の弾丸」の副リーダーで、仲間からの信頼も厚い青年。落ち着きがあり極秘任務などもこなす。武器は日本刀の様な片刃の剣である。作者のブログによると半日本人のハーフという設定である。
1年前、クローディアに偶然会うが、彼女の無気力さに嫌気が刺し、無理やり連れ出そうとした事で命がけで薔薇の制御をさせることに成功する。彼女の頭を乱暴に撫でるのが癖。
一瞬だけで殺気を感じ取るなど、かなりの実力者。だが突如シオン、クローディアらに切り掛かり、クローディアに冷酷な言葉を吐き逃走。クローディアを解放した理由は「監視下に置くため」であったと発言している。
ベインズからの極秘任務で内部の裏切り者を見つけ出すために囮になっており、機材を壊した時に漏れたシオンの殺気に感づき、彼に切り掛かりかすり傷を負ったが代わりにシオンに重傷を負わせ、とどめをさそうとするが彼の咄嗟の言葉に惑わされビクティムと化す。これによってシオンの命令によってクローディアを攻撃させられたが、彼女を殺すギリギリのところで正気を取り戻す。最終話にて既に身体の半分がビクティム化していた為、自ら崩れる部屋の中に残った。シオン、ゼノともに死体は発見されておらず生死不明（シオンに喰われているか、生きているとしても完全にビクティム化している可能性がある）。
ヴィルヘルム
真紅の薔薇と血の契約を交わした守護者とも言うべき荊（ソーン）で「深紅の弾丸」の隊員の青年。薔薇の荊の様に常に彼女に付き添い、彼女の為に尽くす。クローディアにとっては身の回りの事を何でもしてくれる「いたれりつくせりの便利な人」。どこにいてもクローディアの体調の変化を感じ取る事が出来る。クローディアのことは「ディア」と呼ぶ。
クローディアの種の影響で5年前から成長が止まっている。クローディアが自分が薔薇を制御できるようになるまで、隔離された建物で世話をしていた。自分の言う事を聞かないクローディアに不満を持っていて、ゼノのことも最初から信用していないと思われていた。ヴィクトリアとの話を盗み聞きしていたラスキンを拘束する。
その実は自分たちを監視している敵をおびき出すために演技をしていた。ヴィクトリアを射殺しようとするが、バスラーを盾にされ失敗。その後、戦闘の末、手をヴィクトリアの腹に突き刺し殺害。直ちにクローディア、ロビンの元に駆けつけ二人を救う。実際、彼にとってクローディアの束縛の中で生きていくことは最大の悦びであり、どのような扱いを受けても彼女を裏切るつもりはない。
シオン=リデル
「深紅の弾丸」の新入隊員。礼儀正しく笑顔を絶やさない少年で、少しおどおどした面が目立つ。クローディアには「純バカボーイ」と呼ばれたりもする。ゼノが機材を使用していたところに偶然遭遇したところ、突然切り掛かられて重傷を負い、クローディアの薔薇の暴走に巻き込まれ死亡したと思われていた。
黒薔薇を束ねる漆黒の薔薇（ジェットローズ）と呼ばれ、左鎖骨の下に黒薔薇の烙印がある。クローディアとは対極に位置している人間で、純粋な力のみであればクローディアよりも強いと思われる。黒点に冒され死んでいく仲間を救うために不老不死を与えるという真紅の薔薇の種を手に入れようとしている。真紅の薔薇を成功作、黒薔薇を失敗作とし自分達を恐れ不要扱いした研究員、何も知らず知ろうともしないで黒薔薇を滅ぼそうとする紅薔薇の人間を憎んでいる。クローディアには憎悪と嫉妬とも呼べる感情を持っており、彼女を消せばまた黒薔薇が彼らの創造者に必要とされるのではという思いがあった。逆に、黒薔薇にいる自分の仲間を家族の様に思っており、強い繋がりを持っている。深紅の弾丸への入隊は、バスラー、ヴィクトリアの力を借りて行われ、目的は敵の状況と真紅の薔薇の様子見である。
「隠された研究室」にあるという「死神の鎌」を手に入れるためにゼノをつけていたが、突然機材を壊されたために殺気を一瞬放ってしまい、ゼノとの戦闘になる。負けそうになったところで咄嗟に嘘をつき、ゼノに隙を作りビクティム化させた。薔薇の暴走によるシオンの死体はバスラー幹部の部下による身代わり。最終話にてクローディアを完全に追い詰めるも、クローディアの言葉に動揺し、隠し持っていた銃で撃たれ、薔薇を暴走させたまま崩壊した部屋に取り残されたが、死体は見つかっておらず生死不明。
ヴィクトリア
見た目麗しきバスラーの側近の女性。クローディアに冷たくされ、ふて腐れていたヴィルヘルムに対し、荊から解放させる代わりにクローディアに関わる事に邪魔をしないで欲しいと言い寄る。
黒薔薇の一人で、シオンとは逆の方の肌に薔薇紋様が描かれているが、ダミー。ヴィルヘルムと戦闘するも、まともな傷を与えられず、最期は自らの役割は囮だったと告白し、ヴィルヘルムによる腹部の傷により死亡した。
ゲーハルト=バスラー
ヴィクトリアを側近に置く紅薔薇の幹部の中年男性。ラスキンらにはあまりいい様には思われていない。表向きは紅薔薇の一人だが、ヴィクトリアによりすでに裏切っている。彼女に愛情を抱いていたかは不明。黒薔薇の人間に内部の情報を教え、最後はヴィクトリアの盾にされ、その後ビクティム化し、殺された模様。
レス
「深紅の弾丸」に所属する。性別不明。常にフードを被っていて、眠そうにしているが、実は戦闘派。あまり喋らないが、自分の意見は少なからず喋る。ラスキンとは親子の様に親しい関係である。紅薔薇の組織形態を理解していないとして、下の2人と共に拷問のような勉強会に出席していた。
ロビン=ウイングフィールド
「深紅の弾丸」に所属する青年。メリッサと共にクローディアに過剰なスキンシップをとる。クローディアの寝顔を見る特権があると言って彼女のベッドで寝顔を見ていたりする。クローディアのことは「姫さん」と呼ぶ。
クローディアと共に「隠された研究室」に潜入するも、クローディアを庇ってゼノに斬り付けられ蹴飛ばされ、最後まで気絶していた。ヴィルヘルムによって救出される。
メリッサ
常にレス、ロビンと行動している「深紅の弾丸」に所属する少女。ロビンと共にクローディアに過剰なスキンシップをとる。クローディアのことは「クロちゃん」、ラスキンのことは「ラスちゃん」と呼ぶ。
ラスキン
「深紅の弾丸」のリーダーの中年男性。読唇術や予算のためのゴマ化しは得意だが、実戦はいまいち。盗み聞きにも失敗しヴィルヘルムに拘束される。
ベインズ
紅薔薇の幹部の一人で若手。ほんわかとしているがかなり鋭い。ビクティムの襲撃に不信感を抱き、クローディアと話していたところ、ゼノの事件に遭遇する。ゼノに斬り付けられた後、クローディアの薔薇の暴走によって死亡。

## 用語
プルミエの薔薇（プルミエのばら）
かつて1人の天才が作り出した花。プルミエの種を埋め込まれた者は黒薔薇と化す。しかし、突然変異として真紅の薔薇が生まれた。所有者は意識的に身体や血液から薔薇を出す事も可能だが、生命の危機に瀕すると薔薇は所有者を生かすために人の命を食らう為に出現する。所有者は荊を鞭の様に使用する事もある。(不可能だと考えられるが)種をそのまま体内から取り出さない限りは、所有者と薔薇は生死をともにすることになる。
漆黒の薔薇（ジェットローズ）
プルミエの種との適合が最も良く力が強い、黒薔薇を束ねている存在。鎖骨の下あたりに薔薇の烙印がある。欠陥のある自分や自分の家族とも言える黒薔薇の人間を救いたいがために真紅の薔薇の種を狙う。薔薇の暴走は激しく、部屋を崩す程の威力がある。
真紅の薔薇（クリムゾン・ローズ）
プルミエの種を埋め込まれたが、突然変異によって黒薔薇にならなかった特別種。その血は黒薔薇にとって猛毒となり、皮膚にかかると強酸のような働きをするので、深紅の弾丸に使われている。その種には不老不死の能力があると言われている。
出来損ないの失敗作として種を作り出した天才と呼ばれる研究者が存在を隠していた。しかし、他人の命を喰らわずとも生き延び、「黒点」と呼ばれる不治の病も無いため、働いていた研究員からは彼女こそが成功作で、その天才は力を独り占めしようとしたのではないかという疑問も出ていた。
荊（ソーン）
真紅の薔薇と血の契約を結んだ魂の共有者で、守護者、ヴィルヘルム。荊は薔薇の能力を一部共有できるが、真紅の薔薇には絶対服従の下僕で、念じるだけで灰と化したり、生死を共にすることになったりする。真紅の薔薇の体調の変動も感じ取る事が出来る。
黒薔薇（くろばら）
ある1人の天才によってプルミエの種を埋め込まれている人間、またその集団。その体には人間の体内に入れると、ビクティムと化し狂気に走らせる毒を宿している。定期的に他人の命を喰らわないと生き延びてはいけない。命を喰われた人間は乾いていないミイラのようになる。力の強い黒薔薇になると、ビクティムを思い通りに操る事が出来る。不老不死の能力を持つと言われる真紅の薔薇の種を奪おうとしている。
また、彼らにとって天才と呼ばれた研究者は神に等しい存在であった。人を凌ぐ力を持つ故に、軍事利用しようとする研究員もいた。しかし、その天才が5年前に姿を消してから研究者たちは彼らをもてあますようになった。そこに真紅の薔薇が発見され、同じプルミエの種を埋め込まれた者同士だが、真紅の薔薇の血は黒薔薇にとって猛毒になることから、研究員はこれをもって彼らへの抑止力とした。不治の病「黒点」によりいずれ皆死に行く運命にある。
紅薔薇（あかばら）
イギリス南西部の湖の孤島に館を構えている。かつてプルミエの種の生体実験などを行っていた機関の流れを汲む組織であると思われる。
ビクティム
黒薔薇の人間が体の中に宿す毒を、人間の体内に入れることで人間が化け物と化した存在。外見は身体が肥大し、爬虫類のような皮膚に侵食されていく。ある程度まで侵食されると戻す方法は無い。強い黒薔薇ともあれば自由自在に動かすことができる様になる。
深紅の弾丸（クリムゾン・シェル）（組織）
紅薔薇内の対黒薔薇特殊部隊の名称。リーダーはラスキン、副リーダーはゼノである。所属隊員は薔薇の模様が入った証を身に付けている。
深紅の弾丸（クリムゾン・シェル）（弾丸）
真紅の薔薇の血が込められた特別製の弾丸、及び銃で主にリボルバー。深紅の弾丸の隊員の基本的な武器だと思われる。黒薔薇以外の標的にも使用される。
隠された研究室（シークレットラボ）
プルミエの薔薇を作り出した天才の研究室で、紅薔薇本部の第二書庫の地下に存在する。全ての黒薔薇、真紅の薔薇が生み出された場所で、死神の鎌もここに隠されていた。
死神の鎌（デス・サイズ）
体を麻痺させ薔薇の暴走を抑え、時間と共に肉と骨を溶かし、最後にはプルミエの種だけが残るといった薬。また、それが込められた特別製の弾丸、及びリボルバー。弾丸には二種類あり、薔薇の活動を抑える弾丸と全身を溶かし死に至らせる弾丸がある。おそらく、特注でシオンだけが持っていたと思われる。
黒点（こくてん）
黒薔薇に現れる特有の病で、薔薇に黒い点が現れる。具体的にどのような病なのかは不明だが、人間ではなく薔薇の病気で、絶叫する程の痛みとともに死に至らしめる病気であるとされている。